# Escharella watersi
Escharella watersi är en mossdjursart som beskrevs av Hayward och Thorpe 1989. Escharella watersi ingår i släktet Escharella och familjen Romancheinidae. Inga underarter finns listade i Catalogue of Life.